# Delirio (The Sandman)
Delirio es uno de los Eternos , personajes ficticios creados por Neil Gaiman para su saga de cómic The Sandman.

## Descripción del personaje
Delirio, conocida en la cultura griega como Mania, es la más joven de los Eternos, aunque aun así es más vieja que todo lo demás en la existencia. Ella habitualmente toma la forma de una niña o muchacha humana joven, baja y delgada, de unos catorce años. Uno de sus ojos es azul, y el otro es verde. Su pelo cambia de estilo y de color constantemente, así como sus ropas. Su sombra, según la descripción que aparece en Estación de nieblas, nunca refleja su forma, y es tangible, como el terciopelo. Allí también se dice que huele a sudor, noches largas, vino picado, y cuero viejo. 
Es despistada y se distrae con facilidad, olvidando a menudo el hilo de la conversación, y saliendo con lo que pareciera ser una cháchara sin sentido, y observaciones inconsecuentes. Todd Klein, el rotulador de la serie, dibuja su habla con letras irregulares sobre un fondo colorido. A veces, su conversación cambia de color, reflejando sus estados de ánimo. En algunas ocasiones, ella es capaz de mantener una mayor coherencia tanto de pensamiento como de habla, y esto se refleja con globos de color blanco aunque un poco irregulares; sin embargo, según se dice en Vidas breves, el esfuerzo que debe hacer para mantenerlo le causa dolor. Cuando estaba en el rol de Delicia, por ejemplo, hablaba de forma parecida, aunque con letras como un arcoíris.

### Relación con sus hermanos
La relación de Delirio con sus hermanos es particular. Es, tal vez, la que más los visita, y estos suelen ser muy protectores con ella, aunque muchas veces se les agota la paciencia. Aquellos que la quieren más, sin embargo, le tienen una paciencia infinita, especialmente Muerte y Destrucción.

### Sello y Reino
Su sello en las galerías de los otros eternos es un torbellino colorido y caótico, como su reino que continuamente cambia en una masa de colores y objetos extraños, además de voces y palabras. Contiene también un reloj solar con la inscripción "Tempus Frangit" ("el tiempo se rompe," una sátira de la frase latina "Tempus Fugit", "el tiempo vuela".)

## Historia del personaje
Delirio inició junto con los otros Eternos en los inicios del tiempo, aunque sea la más joven de ellos. En ese momento, sin embargo fue Delicia, una encarnación de la felicidad y el placer de la existencia. Luego, por razones desconocidas aun para su hermano mayor Destino se transformó en Delirio, cosa de la que ella hace notar a este hermano, cuando se encuentra en su jardín. Se la puede ver como una Delicia my joven en Noches eternas, una colección de historias acerca de los Eternos; una imagen de ella en esta forma se puede ver en el Jardín de Destino en Vidas breves, y su retrato oficial en la galería de este eterno es también en ese rol. Se hace notar en ocasiones que el cambio de Delicia a Delirio fue muy doloroso, aunque sus motivos resultan desconocidos. Delirio viaja con una suerte de guardián, un pastor alemán llamado Barnabás, prestado por tiempo indefinido por su hermano Destrucción después de los eventos de Vidas breves.
Delirio aparece como coprotagonista en varias de las historias de la saga, particularmente en el arco argumental, Vidas breves, en el cual ella y Sueño de los Eternos intentan encontrar a su hermano perdido, Destrucción. Mucha de la información que se obtiene en la serie acerca de Delirio se encuentra en este tomo, que tiene importantes consecuencias para el desarrollo de la saga. En un momento muy importante de la historia, Destino informa a su hermano Sueño de la única forma que tiene de encontrar a su hermano, causando un gran colapso en el mismo al darse cuenta de que debe visitar a su hijo. Debido a esto, Delirio resulta forzada a hablar con coherencia, y toma una forma muy simétrica, al punto de tener los ojos del mismo color, reflejando que en ella aún existe Delicia, aunque tal vez le cueste un gran dolor.